# Trussville
Trussville – miasto w Stanach Zjednoczonych, w stanie Alabama, w hrabstwie St. Clair. W roku 2023 miasto zamieszkiwało 26 770 osób, a gęstość zaludnienia wynosiła 464,8 osoby/km².